# New National Party (Grenada)
Die New National Party (NNP) ist eine konservative Partei in Grenada. Die Partei wurde 1984 als Zusammenschluss von drei kleineren Parteien gegründet.
Erster Parteichef wurde Herbert Blaize. Sein Nachfolger ist seit 1989 Keith Claudius Mitchell, der zwischen 1995 und 2008 sowie von 2013 bis 2022 Premierminister Grenadas war.
Bei ihrem ersten Antreten bei den Wahlen vom 3. Dezember 1984 gewann die NNP auf Anhieb 14 der 15 Sitze im Repräsentantenhaus von Grenada, und Blaize wurde Premierminister. Nach seinem Tod 1989 folgte ihm sein Parteifreund Ben Jones. Bei den Wahlen am 13. März 1990 sackte die NNP auf 2 Mandate ab und verlor das Amt des Premierministers. Bei den Wahlen am 20. Juni 1995 wurde sie mit 8 Sitzen wieder stärkste Kraft, und Keith Claudius Mitchell wurde Premierminister. Bei den Wahlen am 18. Januar 1999 erhielt sie alle 15 Sitze, bei den Wahlen am 27. November 2003 8 Sitze. Bei den Wahlen am 8. Juli 2008 erhielt sie nur noch 4 Sitze und musste in Opposition gehen. Bei den Wahlen am 19. Februar 2013 erhielt sie alle 15 Sitze und konnte somit wieder die Regierung übernehmen. Auch bei der Parlamentswahl 2018 errang sie alle Sitze.